# Trophée Michael-Bossy
Pour les articles homonymes, voir Michael Bossy et Bossy.
Le trophée Michael-Bossy récompense chaque année le joueur de hockey sur glace de la  Ligue de hockey junior Maritimes Québec (LHJMQ) qui est jugé comme étant le meilleur espoir, celui ayant les meilleures chances de percer au niveau professionnel (NHL).
Le trophée porte le nom de l'ancien joueur Michael Bossy qui a commencé sa carrière professionnelle dans la LHJMQ avant de s'imposer dans la Ligue nationale de hockey (trophée Calder pour sa première saison) avec les Islanders de New York. Il est devenu le second joueur de la ligue à marquer 50 buts en 50 matchs après Maurice Richard en plus d'être admis au Temple de la renommée du hockey en 1991.

## Lauréats du trophée
Les différents lauréats sont :
- 1980-1981 : Dale Hawerchuk, Royals de Cornwall
- 1981-1982 : Michel Petit, Castors de Sherbrooke
- 1982-1983 : Pat LaFontaine, Junior de Verdun et Sylvain Turgeon, Olympiques de Hull
- 1983-1984 : Mario Lemieux, Voisins de Laval
- 1984-1985 : José Charbonneau, Voltigeurs de Drummondville
- 1985-1986 : Jimmy Carson, Junior de Verdun
- 1986-1987 : Pierre Turgeon, Bisons de Granby
- 1987-1988 : Daniel Doré, Voltigeurs de Drummondville
- 1988-1989 : Patrice Brisebois, Titan de Laval
- 1989-1990 : Karl Dykhuis, Olympiques de Hull
- 1990-1991 : Philippe Boucher, Bisons de Granby
- 1991-1992 : Paul Brousseau, Olympiques de Hull
- 1992-1993 : Alexandre Daigle, Tigres de Victoriaville
- 1993-1994 : Eric Fichaud, Saguenéens de Chicoutimi
- 1994-1995 : Martin Biron, Harfangs de Beauport
- 1995-1996 : Jean-Pierre Dumont, Foreurs de Val-d'Or
- 1996-1997 : Roberto Luongo, Foreurs de Val-d'Or
- 1997-1998 : Vincent Lecavalier, Océanic de Rimouski
- 1998-1999 : Maxime Ouellet, Remparts de Québec
- 1999-2000 : Antoine Vermette, Tigres de Victoriaville
- 2000-2001 : Ales Hemsky, Olympiques de Hull
- 2001-2002 : Pierre-Marc Bouchard, Saguenéens de Chicoutimi
- 2002-2003 : Marc-André Fleury, Screaming Eagles du Cap-Breton
- 2003-2004 : Alexandre Picard, Maineiacs de Lewiston
- 2004-2005 : Sidney Crosby, Océanic de Rimouski
- 2005-2006 : Derick Brassard, Voltigeurs de Drummondville
- 2006-2007 : Angelo Esposito, Remparts de Québec
- 2007-2008 : Mikhaïl Stefanovitch, Remparts de Québec
- 2008-2009 : Dmitri Koulikov, Voltigeurs de Drummondville
- 2009-2010 : Brandon Gormley, Wildcats de Moncton
- 2010-2011 : Sean Couturier, Voltigeurs de Drummondville
- 2011-2012 : Mikhail Grigorenko, Remparts de Québec
- 2012-2013 : Jonathan Drouin, Mooseheads d'Halifax
- 2013-2014 : Nikolaj Ehlers, Mooseheads d'Halifax
- 2014-2015 : Timo Meier, Mooseheads d'Halifax
- 2015-2016 : Pierre-Luc Dubois, Screaming Eagles du Cap-Breton
- 2016-2017 : Nico Hischier, Mooseheads d'Halifax
- 2017-2018 : Filip Zadina, Mooseheads d'Halifax
- 2018-2019 : Raphaël Lavoie, Mooseheads d'Halifax
- 2019-2020 : Alexis Lafrenière, Océanic de Rimouski
- 2020-2021 : Zachary Bolduc, Océanic de Rimouski
- 2021-2022 : Nathan Gaucher, Remparts de Québec
- 2022-2023 : Ethan Gauthier, Phœnix de Sherbrooke
- 2023-2024 : Maxim Massé, Saguenéens de Chicoutimi
- 2024-2025 : Caleb Desnoyers, Wildcats de Moncton